# Kebun Medang Ara
Kebun Medang Ara is een bestuurslaag in het regentschap Aceh Tamiang van de provincie Atjeh, Indonesië. Kebun Medang Ara telt 537 inwoners (volkstelling 2010).